# Janov (Roudná)
Janov (německy Sankt Johann) je osada, část obce Roudná v okrese Tábor v Jihočeském kraji. Nachází se přibližně jeden kilometr východně od Roudné. V roce 2011 zde trvale žilo 82 obyvatel.

## Historie
První písemná zmínka o vesnici pochází z roku 1790.

## Obyvatelstvo
| Rok            | 1869 | 1880 | 1890 | 1900 | 1910 | 1921 | 1930 | 1950 | 1961 | 1970 | 1980 | 1991 | 2001 | 2011 | 2021 |
| -------------- | ---- | ---- | ---- | ---- | ---- | ---- | ---- | ---- | ---- | ---- | ---- | ---- | ---- | ---- | ---- |
| Počet obyvatel | 181  | 169  | 155  | 141  | 140  | 146  | 179  | 158  | 167  | 147  | 106  | 81   | 67   | 82   | 123  |
| Počet domů     | 29   | 29   | 29   | 29   | 26   | 27   | 37   | 39   | 39   | 39   | 34   | 41   | 47   | 48   | 56   |

## Pamětihodnosti
- Kostel svatého Jana Nepomuckého
- Socha svatého Jana Nepomuckého
- Fara čp. 2

## Rodáci
- František Josef Studnička (1836–1903), matematik, vysokoškolský profesor, ve školním roce 1888/1889 rektor Univerzity Karlovy, a spisovatel